# Богдан (Данило)
Богдан Дани́ло (світське ім'я Іван; 27 травня 1971, Ґіжицько, Польща) — єпископ Української греко-католицької церкви, правлячий архієрей Пармської єпархії.

## Біографічні відомості
Народився 27 травня 1971 року в м. Ґіжицько Сувальського воєводства (після адміністративно-територіальної реформи 1999 року у складі Вармінсько-Мазурського воєводства, Польща). Виріс у Перемишлі, де здобув початкову та середню освіту.
Після закінчення ліцею в 1990 році вступив до Митрополичої семінарії в Любліні. Крім того, вивчав філософію в Люблінському католицькому університеті.
У 1992 році емігрував з родиною до Сполучених Штатів Америки, де продовжив богословські студії в Католицькому університеті Америки (мешкав в Українській католицькій семінарії св. Йосафата у Вашингтоні). У 1996 році здобув ступінь бакалавра богослов'я.
1 жовтня 1996 року в каплиці Стемфордської семінарії св. Василія Великого рукоположений на священника (святитель владика Василь Лостен, тоді єпарх Стемфордський УГКЦ). Через рік став сотрудником в церкві св. Михаїла в Хартфорді (Коннектикут). У 1997 році призначений префектом студентів і прокуратором коледжу при Семінарії св. Василія. Від 2001 до 2004 року — віце-ректор коледжу Семінарії св. Василія.
У 2004–2005 роках продовжив богословські студії та здобув ступінь ліценціата богослов'я в Папському університеті святого Томи Аквінського в Римі. Після повернення до Стемфордської єпархії у вересні 2005 року був призначений ректором Стемфордської семінарії св. Василія Великого.
12 серпня 2007 року єпископ Стемфордський Павло Хомницький надав йому титул «преподобний протоієрей».
Був секретарем Патріаршої комісії духовенства в Українській греко-католицькій церкві, членом робочої групи для впровадження Стратегії розвитку УГКЦ до 2020 року «Жива парафія — місце зустрічі з живим Христом», директором Асоціації українських католиків в Америці та членом Ліги українських католиків Америки.
7 серпня 2014 року папа Франциск призначив протоієрея Богдана Данила єпископом Пармським УГКЦ. Хіротонія та інтронізація відбулися 4 листопада 2014 року в кафедральному соборі святого священномученика Йосафата в Пармі. Головним святителем був Глава УГКЦ Блаженніший Святослав Шевчук, а співсвятителями — єпископ Стемфордський Павло Хомницький та дотеперішній апостольський адміністратор Пармської єпархії, єпископ-помічник Філадельфійської архієпархії Іван Бура.